# Isaac Luria
Isaac ben Solomon Luria Ashkenazi, även känd som Isaac Luria, född 1534 i Jerusalem, död 1572 i Safed i nuvarande Israel, var en judisk mystiker. Han kallades också Ha-Ari, efter initialerna i det hebreiska uttrycket Ha-Elohi Rabbi Yizhak, ”det helgade lejonet”, eller bara Rabbi Isaac Ashkenazi. Hans esoteriska lära fick stor betydelse för utvecklingen av kabbala inom judendomen och blev en inspirationskälla för chassidismen.

## Biografi
Det är svårt att skilja det faktiska från det legendartade när det gäller Isaac Lurias barndom. Det är dock klart att han föddes i Jerusalem 1534 som son till en ashkenazisk far och en sefardisk mor. Fadern dog medan Isaac fortfarande var ett barn. Isaac flyttade med sin mor till Egypten och kom att växa upp hos hennes bror, en välbeställd skatteuppbördsman. Som vuxen verkade han som köpman.
I Egypten studerade Isaac Luria rabbinska skrifter, bland annat Halacha (judisk lag), och kabbala, framförallt den medeltida Zohar. Enligt vissa källor hade han studerat kabbala redan i Jerusalem. Han tillbringade sju år i avskildhet på ön Jazirat ar-Rawdah i Nilen, där floden flyter genom Kairo. Ön tillhörde morbrodern och Isaac Luria gifte sig med dennes dotter. Det är oklart om dessa sju år inföll under hans ungdom eller när han blivit äldre. Det kan ha varit under den här perioden som han skrev sitt enda verk, en kommentar till ett avsnitt ur Zohar. (Han författade också tre hymner att sjungas vid sabbaten.)
1569 eller tidigt 1570 flyttade Luria med sin familj till staden Safed i norra Palestina. Safed hade blivit en tillflyktsort för många av de judar som hade drivits ut ur Spanien och Portugal på 1400- och 1500-talen. Den judiska kulturen blomstrade och staden var ett centrum för kabbala. Där fanns bland andra den framstående kabbalisten Moses Cordovero (1522-1570), vars skrifter Luria hade läst redan i Egypten. Luria tog del av Cordoveros undervisning i Safed samtidigt som han själv lärde ut ut sitt eget kabbalistiska system till elever, främst bland dem Chayim Vittal. 
Isaac Luria avled i en epidemi som drabbade Safed 1572 och ligger begravd i Safed.

## Den lurianska kabbalan
Själv skrev Luria inget om sin lära därför att han, som han sade, inte var kapabel att systematisera sina idéer eftersom allting var förbundet med vartannat. Han förbjöd också sina elever att föra läran vidare medan han fortfarande levde. Under sin livstid blev han därför känd främst som en lärd, karismatisk, vis och vänlig förkunnare. Det som kallas den lurianska kabbalan är en sammanställning av hans doktriner, gjord efter hans död av Chayim Vittal och andra. Den blev den ena av två huvudriktningar inom judisk mystik, den andra var Cordoveros kabbala. 
Luria lägger fram en teori om hur världen skapats och sedan degenererat, samt en metod för hur den ursprungliga harmonin ska kunna återställas. Teorin är komplex men har tre grundbegrepp.
- Tzimtzum (”sammandragning” eller ”undandragande”): Före skapelsen fanns inga gränser, ingen början och inget slut. Gud uppfyllde allt; det fanns alltså inget tomrum vari en värld kunde bli till. Gud drog sig då tillbaka och kvarlämnade ett tomrum, ett mörkt hål, där världen kunde uppstå. Han skickade in strålar av ljus i mörkret och världen kunde därmed uppstå.
- Shevirat ha-kelim (”att krossa kärlen”): Det gudomliga ljuset innesluts i ändliga ”kärl” som efter hand krossas av påfrestningarna, varvid disharmoni och ondska inträder i världen.
- Tiqqun (”återställande”): Striden mot ondskan för att återfå försoning och harmoni. Människan har här en viktig roll genom att uttala olika kawanot (”avsikter”) under bön och hemliga kombinationer av ord.

Lurias kabbala fick stort genomslag. Den spelade en viktig roll för rörelsen kring ”den falske Messias” Sabbatai Zvi på 1600-talet liksom för chassidismen på 1700-talet.